# Uloborus elongatus
Uloborus elongatus är en spindelart som beskrevs av Brent D. Opell 1982. Uloborus elongatus ingår i släktet Uloborus och familjen krusnätsspindlar. Inga underarter finns listade i Catalogue of Life.